# Canton de Lesparre-Médoc
Le canton de Lesparre-Médoc est une ancienne division administrative française située dans le département de la Gironde et la région Aquitaine. Au redécoupage cantonal de 2014, l'ancien canton de Lesparre-Médoc  est inclus en totalité dans le nouveau canton de Nord-Médoc (29 communes) et la commune de Lesparre-Médoc est devenu le bureau centralisateur du nouveau canton du Nord-Médoc.

## Géographie
Ce canton était organisé autour de Lesparre-Médoc dans l'arrondissement de Lesparre-Médoc. Son altitude variait de 0 m (Bégadan) à 61 m (Naujac-sur-Mer) pour une altitude moyenne de 12 m.

## Composition
Le canton de Lesparre-Médoc regroupait quinze communes et comptait 17 302 habitants (population municipale) au 1er janvier 2010.
| Nom                     | Code Insee | Intercommunalité            | Superficie (km2) | Population (dernière pop. légale) | Densité (hab./km2) |
| ----------------------- | ---------- | --------------------------- | ---------------- | --------------------------------- | ------------------ |
| Bégadan                 | 33038      | CC Médoc Cœur de Presqu'île | 22,15            | 925 (2014)                        | 42                 |
| Blaignan                | 33055      | CC Médoc Cœur de Presqu'île | 6,83             | 256 (2014)                        | 37                 |
| Civrac-en-Médoc         | 33128      | CC Médoc Cœur de Presqu'île | 18,35            | 647 (2014)                        | 35                 |
| Couquèques              | 33134      | CC Médoc Cœur de Presqu'île | 6,33             | 265 (2014)                        | 42                 |
| Gaillan-en-Médoc        | 33177      | CC Médoc Cœur de Presqu'île | 42,02            | 2 211 (2014)                      | 53                 |
| Lesparre-Médoc          | 33240      | CC Médoc Cœur de Presqu'île | 36,97            | 5 604 (2014)                      | 152                |
| Naujac-sur-Mer          | 33300      | CC Médoc Atlantique         | 98,55            | 1 002 (2014)                      | 10                 |
| Ordonnac                | 33309      | CC Médoc Cœur de Presqu'île | 10,21            | 497 (2014)                        | 49                 |
| Prignac-en-Médoc        | 33338      | CC Médoc Cœur de Presqu'île | 7,44             | 209 (2014)                        | 28                 |
| Queyrac                 | 33348      | CC Médoc Atlantique         | 30,73            | 1 370 (2014)                      | 45                 |
| Saint-Christoly-Médoc   | 33383      | CC Médoc Cœur de Presqu'île | 7,55             | 293 (2014)                        | 39                 |
| Saint-Germain-d'Esteuil | 33412      | CC Médoc Cœur de Presqu'île | 44,71            | 1 210 (2014)                      | 27                 |
| Saint-Yzans-de-Médoc    | 33493      | CC Médoc Cœur de Presqu'île | 11,54            | 392 (2014)                        | 34                 |
| Valeyrac                | 33538      | CC Médoc Atlantique         | 13,49            | 536 (2014)                        | 40                 |
| Vendays-Montalivet      | 33540      | CC Médoc Atlantique         | 101,46           | 2 442 (2014)                      | 24                 |

## Démographie
| 1962   | 1968   | 1975   | 1982   | 1990   | 1999   | 2006   | 2011   | 2012   |
| ------ | ------ | ------ | ------ | ------ | ------ | ------ | ------ | ------ |
| 12 598 | 12 783 | 12 508 | 13 397 | 14 509 | 15 087 | 16 128 | 17 547 | 17 624 |

## Histoire
De 1833 à 1848, les cantons de Lesparre et de Saint-Vivien avaient le même conseiller général. Le nombre de conseillers généraux par département était limité à 30.

## Représentation

### Conseillers généraux de 1833 à 2015
| Période | Période      | Identité                       | Étiquette                     | Qualité |
| ------- | ------------ | ------------------------------ | ----------------------------- | --- |
| 1833    | 1839         | Pierre Gaillard                | Majorité gouvernementale      | Ancien capitaine des grenadiers de la Garde Propriétaire à Talais Député (1831-1834) Juge de paix de Saint-Vivien                                          |
| 1839    | 1848         | Pierre-Bernard Boué            |                               | Négociant à Bordeaux |
| 1848    | 1860 (décès) | Jean-François Polynice Denjoy, | Droite                        | Avocat puis sous-préfet Député (1848-1851), membre du Conseil d'État                                                                                       |
| 1860    | 1880         | Pierre Ulysse Clauzet          | Droite Bonapartiste           | Grand propriétaire à Lesparre Député (1876-1877) |
| 1880    | 1886         | Jean Gasqueton                 | Droite                        | Ancien procureur impérial à Sarlat |
| 1886    | 1892         | Eugène Coiffard                | Conservateur bonapartiste     | Propriétaire du château Les Lesques à Lesparre |
| 1892    | 1898         | Étienne Jeanty                 | Républicain                   | Propriétaire du château Lacardonne Maire de Blaignan |
| 1898    | 1904         | Bienvenu Alibert               | Conservateur                  | Propriétaire à Queyrac |
| 1904    | 1906 (décès) | Ferdinand Lartigue             | Républicain                   | Propriétaire à Bégadan, conseiller d'arrondissement |
| 1906    | 1919         | Jean Édouard Lenourichel       | Libéral                       | Propriétaire à Floirac, maire de Bégadan |
| 1919    | 1940         | Georges Mandel                 | Ind.                          | Journaliste Maire de Soulac-sur-Mer (1919-1940) Député (1919-1924 et 1928-1941) Ministre (1934-1936 et 1938-1940) Président du Conseil général (1919-1921) |
|         |              |                                |                               | |
| 1945    | 1964         | Émile Liquard                  | MRP puis RPF puis RS puis UNR | Ingénieur agronome et exploitant agricole Député de 1946 à 1958 Maire de Saint-Germain-d'Esteuil, ancien conseiller d'arrondissement                       |
| 1964    | 1982         | Norbert Andron                 | CDP puis UDF                  | Médecin Maire de Lesparre-Médoc |
| 1982    | 2001         | Bernard Prévot                 | PS                            | Médecin Maire de Lesparre-Médoc (1977-2008) |
| 2001    | 2015         | Francis Magenties              | CPNT puis apparenté PS        | Mécanicien dans l'aviation Conseiller régional (1992-2001), Saint-Médard-en-Jalles                                                                         |

### Conseillers d'arrondissement (de 1833 à 1940)
Le canton de Lesparre avait deux puis trois conseillers d'arrondissement.
| Période                                  | Période          | Identité                  | Étiquette        | Qualité |
| ---------------------------------------- | ---------------- | ------------------------- | ---------------- | --- |
| 1833                                     | 1836             | Pierre Constant jeune     |                  | Propriétaire à Lesparre                                                                                     |
| 1833                                     | 1839             | Arnaud Delignac           |                  | Propriétaire, maire de Bégadan                                                                              |
| 1836                                     | 1848             | Adrien Cabarrus           |                  | Propriétaire à Bégadan                                                                                      |
| 1839                                     |                  |                           |                  | |
|                                          |                  |                           |                  | |
| 1883                                     | 1889             | M. Brion                  | Droite royaliste | |
| 1883                                     | 1886 (démission) | M. Bedel                  | Droite           | |
| 1883                                     | 1889             | M. Charron                | Droite           | |
|                                          |                  |                           |                  | |
|                                          | 1899 (démission) | Amédée Lebœuf             |                  | Propriétaire à Lesparre                                                                                     |
|                                          |                  |                           |                  | |
|                                          | 1901             | M. Giraud                 | Droite royaliste | |
| 1889                                     | 1901             | Raymond Gaujac            | Droite royaliste | Notaire à Lesparre                                                                                          |
| 1889                                     | ?                | M. Coiffard               | Républicain      | Ancien agent voyer, Lesparre                                                                                |
| 1889                                     | 1904             | Ferdinand Lartigue        | Républicain      | Propriétaire à Bégadan                                                                                      |
| 1901                                     | 1907             | M. Coudures               | Républicain      | Conseiller municipal de Lesparre                                                                            |
| 1901                                     | 1919             | M. Corne                  | Républicain      | |
| 1907                                     | 1919             | Albert Seignouret         |                  | Viticulteur, éleveur, propriétaire du château Tartuguière, à Prignac                                        |
| 1907                                     | 1919             | M. Mesuret                |                  | Adjoint au maire de Lesparre                                                                                |
| 1919                                     | 1940             | André Fouchou-Lapeyrade   |                  | Docteur-médecin, maire de Lesparre                                                                          |
| 1919                                     | 1931             | Ernest Brion              |                  | Maire de Saint-Yzans-de-Médoc                                                                               |
| 1919                                     | 1925             | Raymond Gaujac            |                  | Notaire à Lesparre                                                                                          |
| 1925                                     | 1937             | Jean Fourment (1865-1945) |                  | Propriétaire cultivateur à Lesparre                                                                         |
| 1931                                     | 1937             | M. Bérard                 |                  | |
| 1937                                     | 1940             | M. Davidou                | RG               | |
| 1937                                     | 1940             | Émile Liquard             |                  | Ingénieur agronome et exploitant agricole à Saint-Germain-d'Esteuil                                         |
| 1940                                     |                  |                           |                  | Les conseils d'arrondissement ont été suspendus par la loi du 12 octobre 1940 et n'ont jamais été réactivés |
| Les données manquantes sont à compléter. |                  |                           |                  | |